# Deivydas Matulevičius
Deivydas Matulevičius (Alytus, 8 aprile 1989) è un ex calciatore lituano, di ruolo attaccante.

## Caratteristiche tecniche
Centravanti, può essere schierato anche come seconda punta.

## Palmarès

### Club
- Coppa di Lituania: 1

Žalgiris: 2011-2012

### Individuale
- Capocannoniere dell'A lyga: 1

2011 (19 gol)